# Urca

Mappa di Urca da Open Street Map.

Urca è un quartiere (bairro) della Zona Sud della città di Rio de Janeiro in Brasile.

## Geografia fisica

### Geografia fisica
Il quartiere sorge su una penisola che si estende verso est all'ingresso della baia di Guanabara. Nel suo territorio sorge il Pan di Zucchero (398 m s.l.m.), uno dei rilievi monolitici più celebri della capitale fluminense. Altri colli di Urca sono il Morro da Urca (230 m s.l.m.) e il Morro da Babilônia (238 m s.l.m., che segna il confine con i bairros di Leme e di Botafogo). La parte più orientale del promontorio, collegata con il resto da uno stretto istmo, corrisponde al Morro da Cara de Cão, colle alle cui pendici è situata la fortezza di São João.
Tra il Morro da Urca e il Morro da Babilônia sorge il centro urbano con la piazza General Tiburcio e la Praia Vermelha, una delle spiagge più celebri di Rio. Ai piedi del Pan di Zucchero, verso la baia di Botafogo, sorge il quartiere residenziale che è uno dei più ricchi ed esclusivi del Brasile. Ai lati dell'istmo che collega il Pan di Zucchero e il Morro da Cara de Cão si affacciano sulla baia e sull'oceano rispettivamente le piccole spiagge Praia da Dentro e Praia da Fora. L'isolotto di Leja, al centro dello stretto che delimita la baia dall'oceano, ospita una fortificazione militare ed è parte della giurisdizione di Urca.

### Popolazione
Nel bairro abitano 6.750 persone su un territorio di 2,32 km² (dati 2000). Il quartiere è considerato uno dei più tranquilli della città, senza insediamenti di favelas, vista anche la presenza di basi dell'esercito brasiliano, ed è una delle zone di Rio de Janeiro con il più alto indice di sviluppo umano (pari a 0,952 secondo i dati del 2000).

## Storia
Urca fu la sede del primo insediamento portoghese nella città. Il 1º marzo 1565 il cavaliere portoghese Estácio de Sá, alla guida di circa trecento uomini su cinque navi, sbarcò ai piedi del Morro da Cara de Cão e del Pan di Zucchero e costruì una palizzata difensiva per contrastare i francesi che in precedenza si erano stabiliti nella baia di Guanabara e avevano fondato la colonia nota come Francia Antartica. Il condottiero portoghese affidò la fortezza a San Sebastiano, in omaggio al re Sebastiano I del Portogallo, e la battezzò São Sebastião do Rio de Janeiro diventando il primo governatore della Capitania do Rio de Janeiro. La prima fortificazione divenne l'embrione della successiva fortezza di São João, che per secoli presidiò l'ingresso alla baia di Guanabara e alla nascente città di Rio de Janeiro.
Per la sua posizione strategica, il promontorio di Urca è stato a lungo sede di importanti insediamenti militari marittimi e difensivi. Al forte di São João, la cui edificazione definitiva terminò nel XVII secolo, si affiancarono scuole e istituti militari. Solo nel 1922 iniziò la fase di urbanizzazione civile e nel 1938 la spiaggia Vermelha fu destinata ad uso civile.
A ridosso della spiaggia di Urca, alle pendici delle colline, il territorio fu ampliato artificialmente verso la baia mediante sbarramenti artificiali con la creazione del quartiere residenziale. La nascita del quartiere di Urca vero e proprio è quindi fatta coincidere con il 1922 con l'approvazione del primo piano urbanistico, la realizzazione della sede del club velistico Fluminense Yachting Club e la nascita dei primi insediamenti turistici e balneari e del casinò.

Secondo alcune versioni il quartiere deve il suo nome all'impresa Urbanização Carioca, che era stata fondata alla fine del XIX secolo proprio allo scopo di realizzare nuove edificazioni nella zona e nel resto della capitale fluminense. Secondo un'altra versione, il nome deriva da quello di una imbarcazione portoghese da trasporto e Praia da Urca era già utilizzato in alcune mappe del XVIII secolo e XIX secolo.

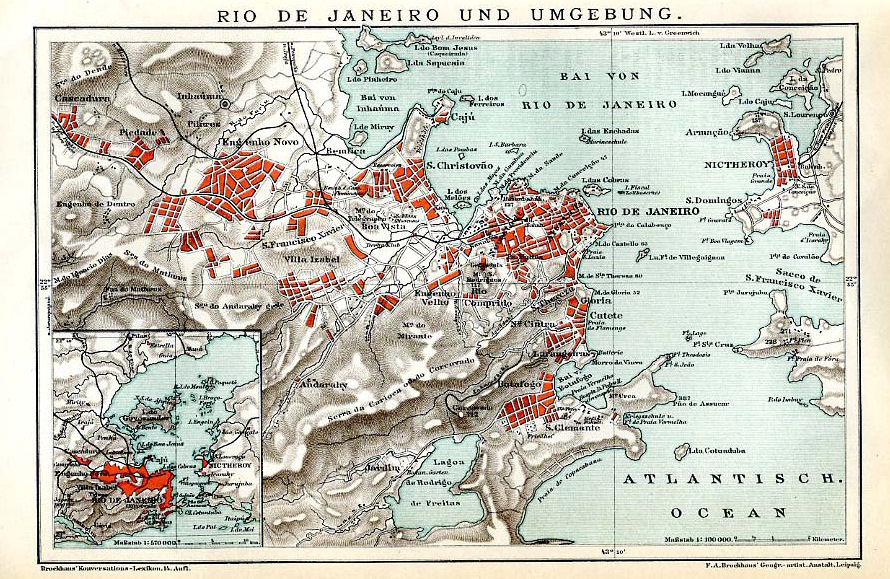
Una mappa di Rio de Janeiro del 1895 dove è presente il toponimo "Urca".

## Monumenti e luoghi d'interesse
Nel territorio di Urca sorge il colle del Pan di Zucchero che è uno dei simboli più noti di Rio de Janeiro. Il colle è raggiungibile con la celebre funivia (o bondinho do Pão de Açúcar) che parte da Plaça General Tibúrcio e in due tronconi raggiunge la cima facendo tappa sull'adiacente Morro da Urca.
Oltre alla celebre Praia Vermelha, l'altra spiaggia frequentata dai residenti è la piccola Praia da Urca, dove sorge il vecchio casinò realizzato nel 1933 al posto del precedente Hotel Balneário e poi, con la messa al bando del gioco d'azzardo in Brasile nel 1941, divento sede di TV Tupi, la prima rete televisiva della città, negli anni cinquanta.
Il quartiere è da sempre sede di importanti sedi militari. A Urca si trovano le sedi della Scuola di Educazione Fisica dell'Esercito (EsEFEx, presso la fortezza di São João alle pendici del promontorio del Morro da Cara de Cão), della Scuola di Guerra Navale (EGN), dell'Instituto Militare di Ingegneria (IME), della Scuola di Comando e Stato Maggiore dell'Esercito (ECEME).
Urca è sede anche della Università Federale dello Stato di Rio de Janeiro (UNIRIO), e di alcune facoltà della Università Federale di Rio de Janeiro (UFRJ), dell'Instituto Benjamin Constant (struttura di ricerca e di cura specializzato nelle deficienze visive) e del Museo di Scienze della Terra.
Le ripide pareti del Morro da Babilônia e degli altri colli di Urca sono frequentate dagli appassionati dell'arrampicata sportiva e del free climbing.

## Amministrazione
Urca fu istituito come bairro a sé stante il 23 luglio 1981 come parte della Regione Amministrativa IV - Botafogo del municipio di Rio de Janeiro.

## Galleria d'immagini

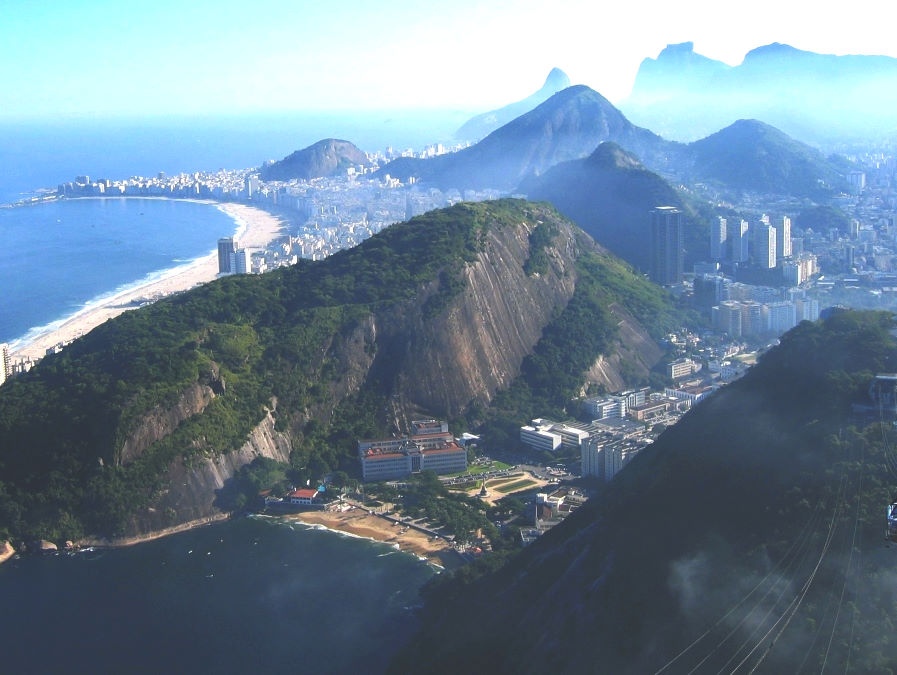
Urca vista dal Pan di Zucchero. In primo piano il Morro da Urca (sulla destra), Praia Vermelha e piazza General Tibúrcio (al centro), il Morro da Babilônia (a sinistra), sullo sfondo la città con la spiaggia di Copacabana (a sinistra).
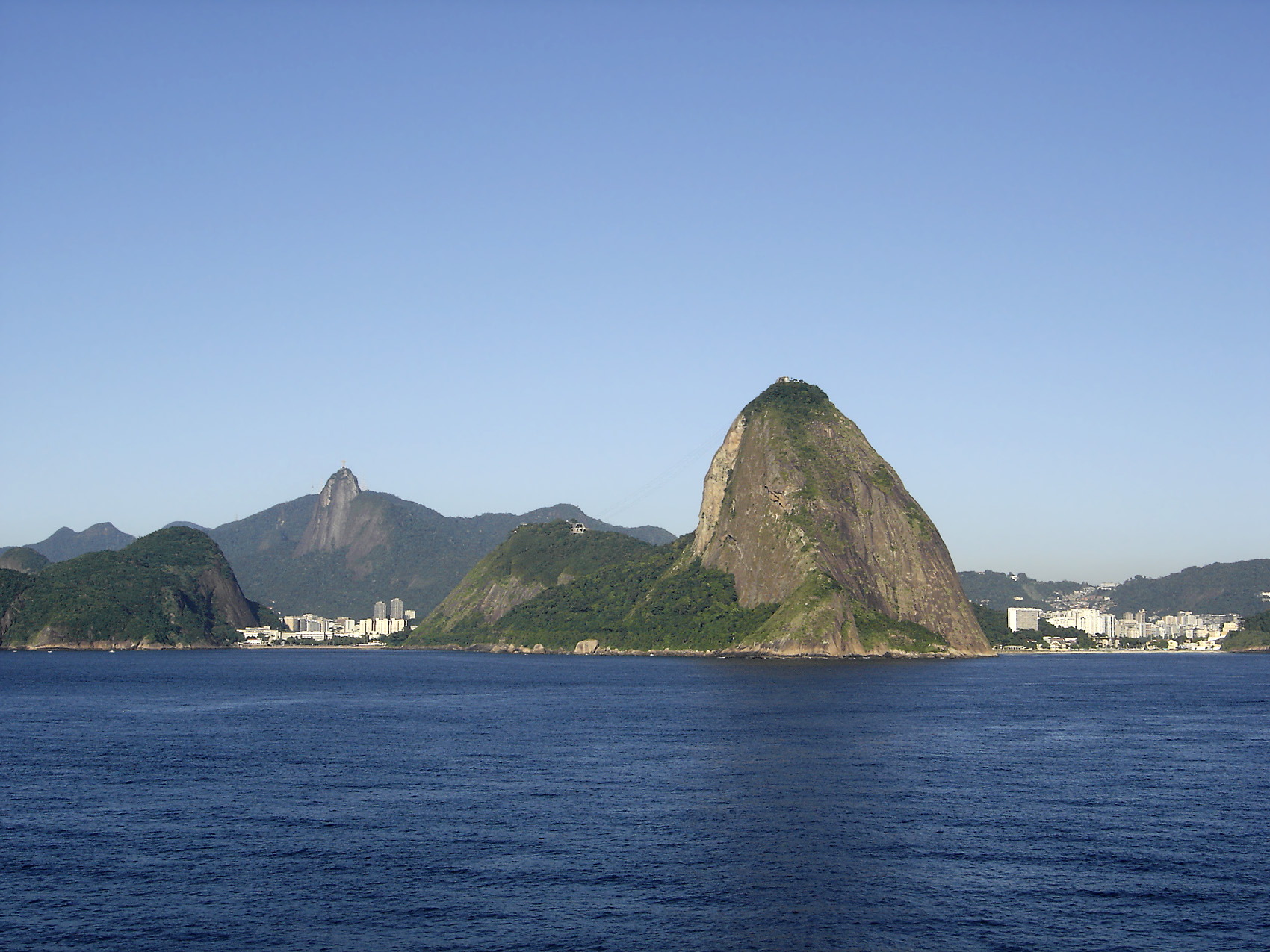
Profilo di Urca dall'oceano. Da sinistra: il Morro da Babilônia, Praia Vermelha (con il Corcovado sullo sfondo), il Morro da Urca, il Pan di Zucchero, la Praia da Fora (con i palazzi di Botafogo sullo sfondo).
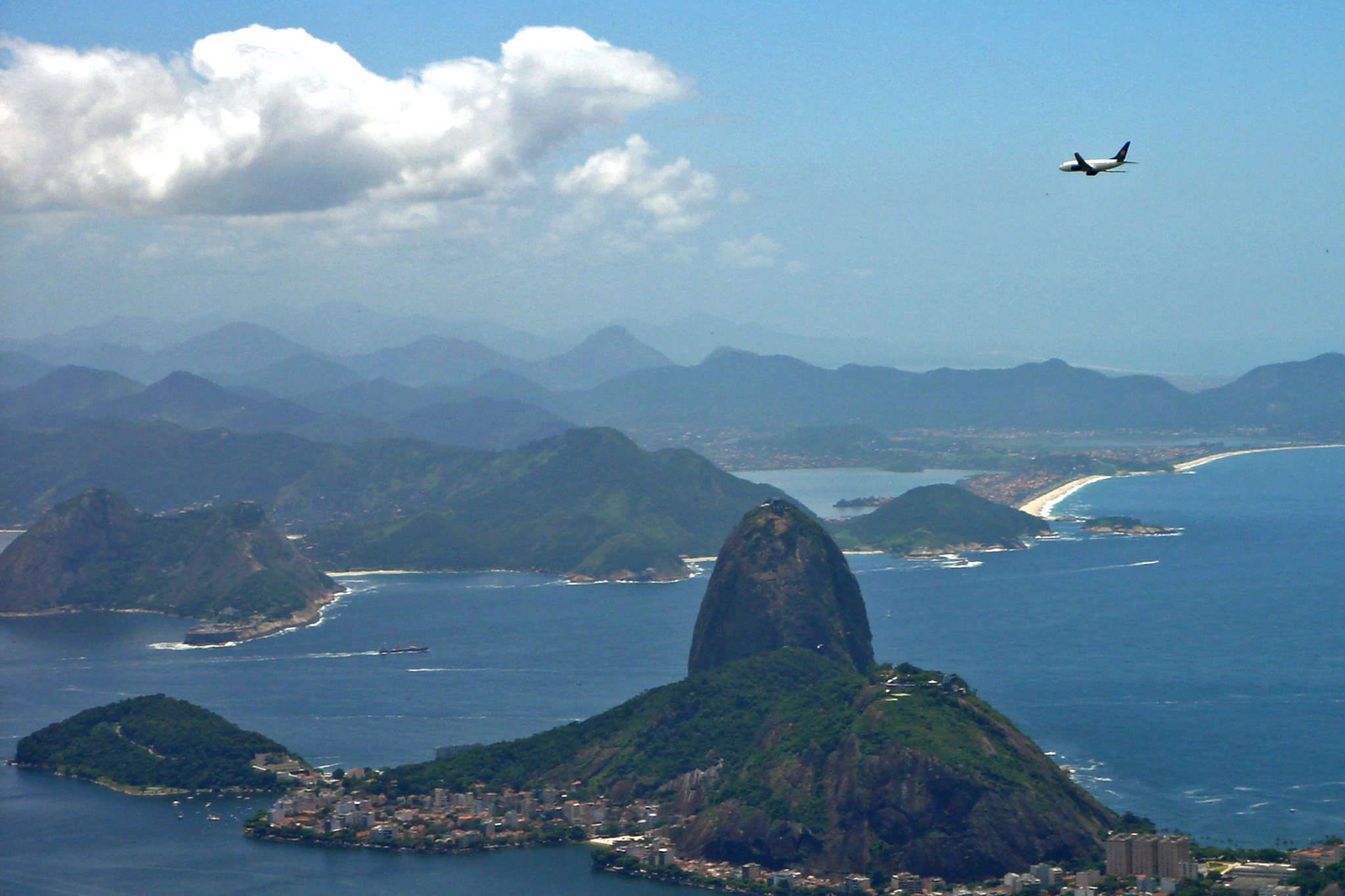
Veduta aerea di Urca. Da sinistra in basso: il Morro da Cara de Cão, il quartiere residenziale sulla baia di Botafogo, il massiccio del Morro da Urca e del Pan di Zucchero. Sullo sfondo l'ingresso alla baia di Guanabara.
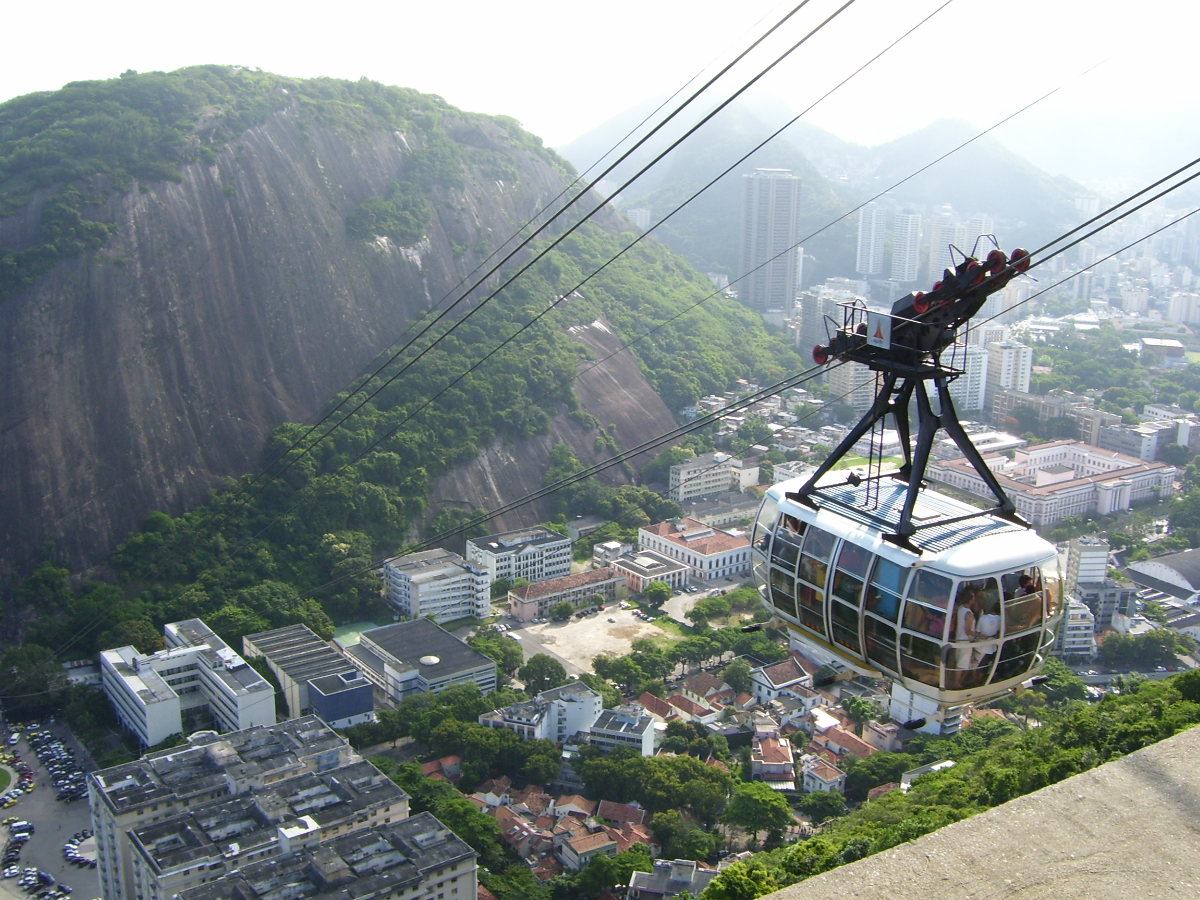
La funivia scende dal Morro da Urca verso la piazza General Tibúrcio.
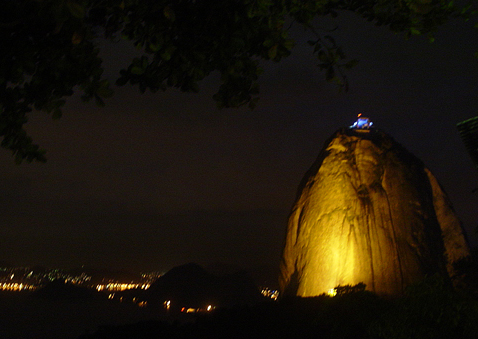
Vista notturna del Pan di Zucchero.
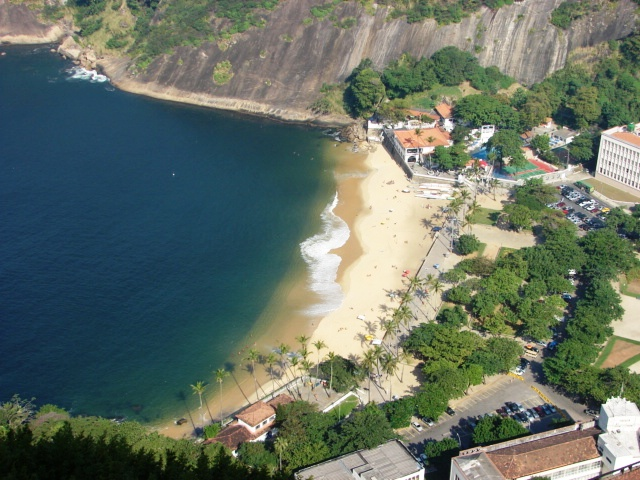
Praia Vermelha vista dal Morro da Urca.
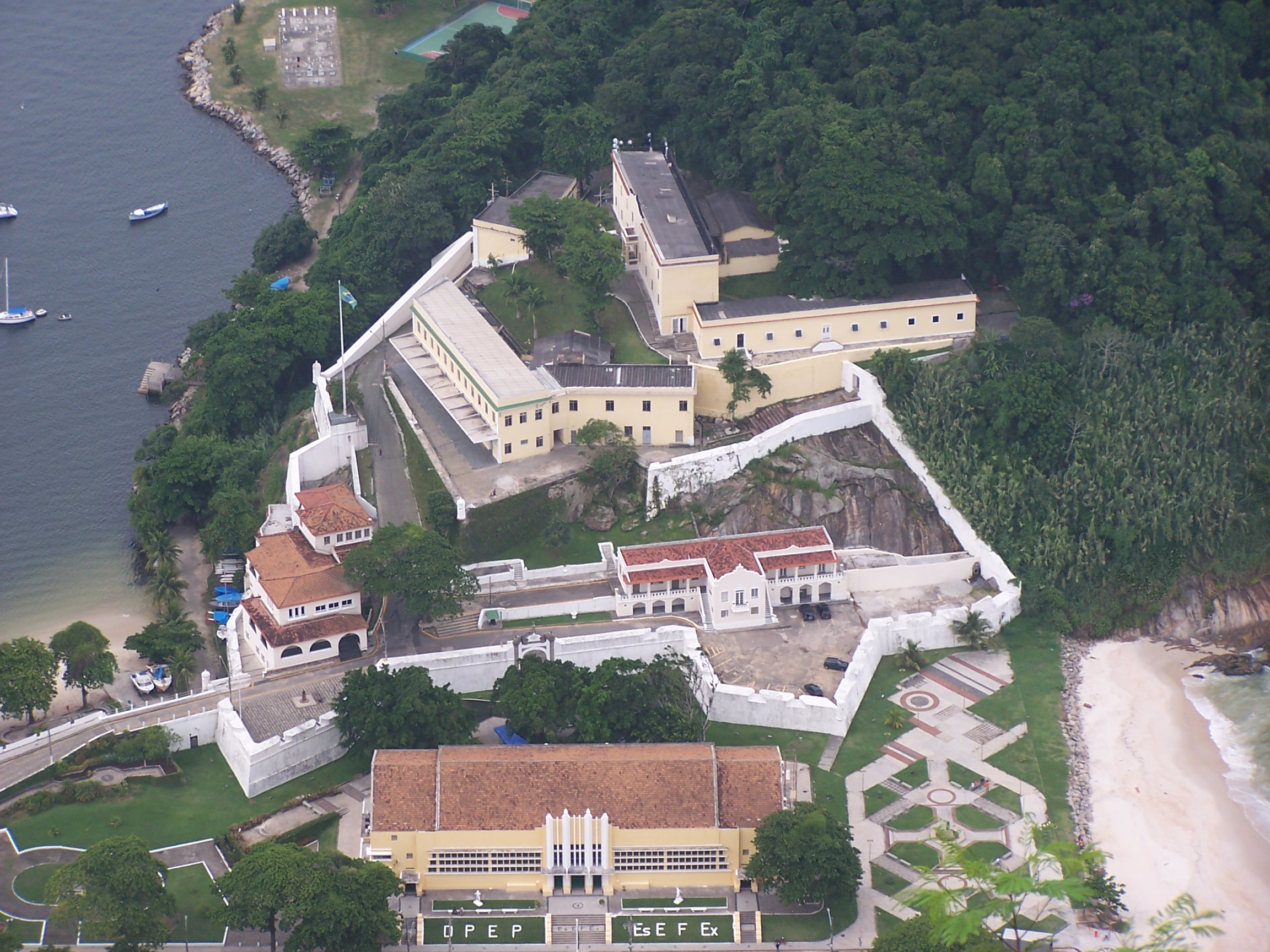
La fortezza di São João vista dal Pan di Zucchero.
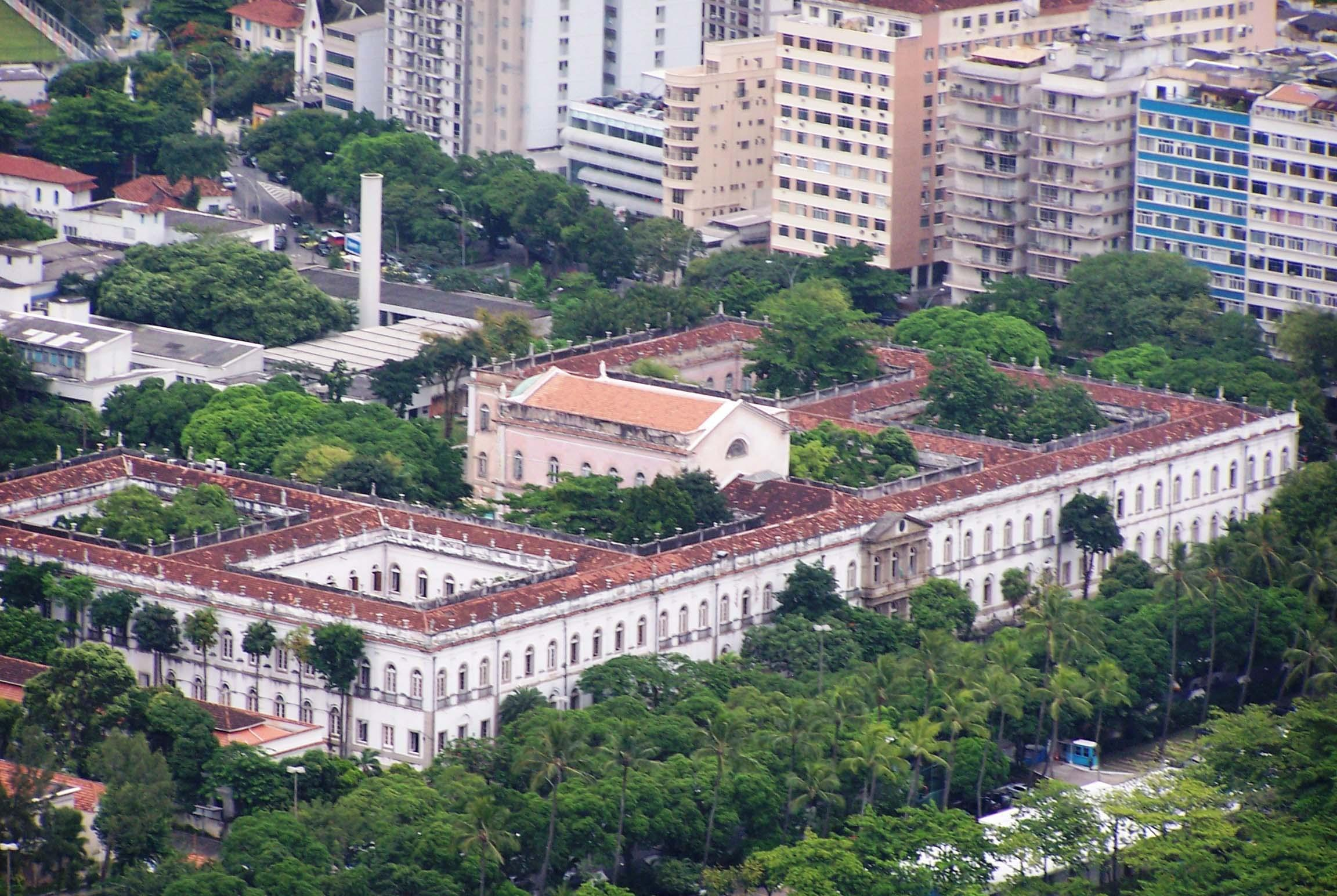
L'Università Federale di Rio de Janeiro.
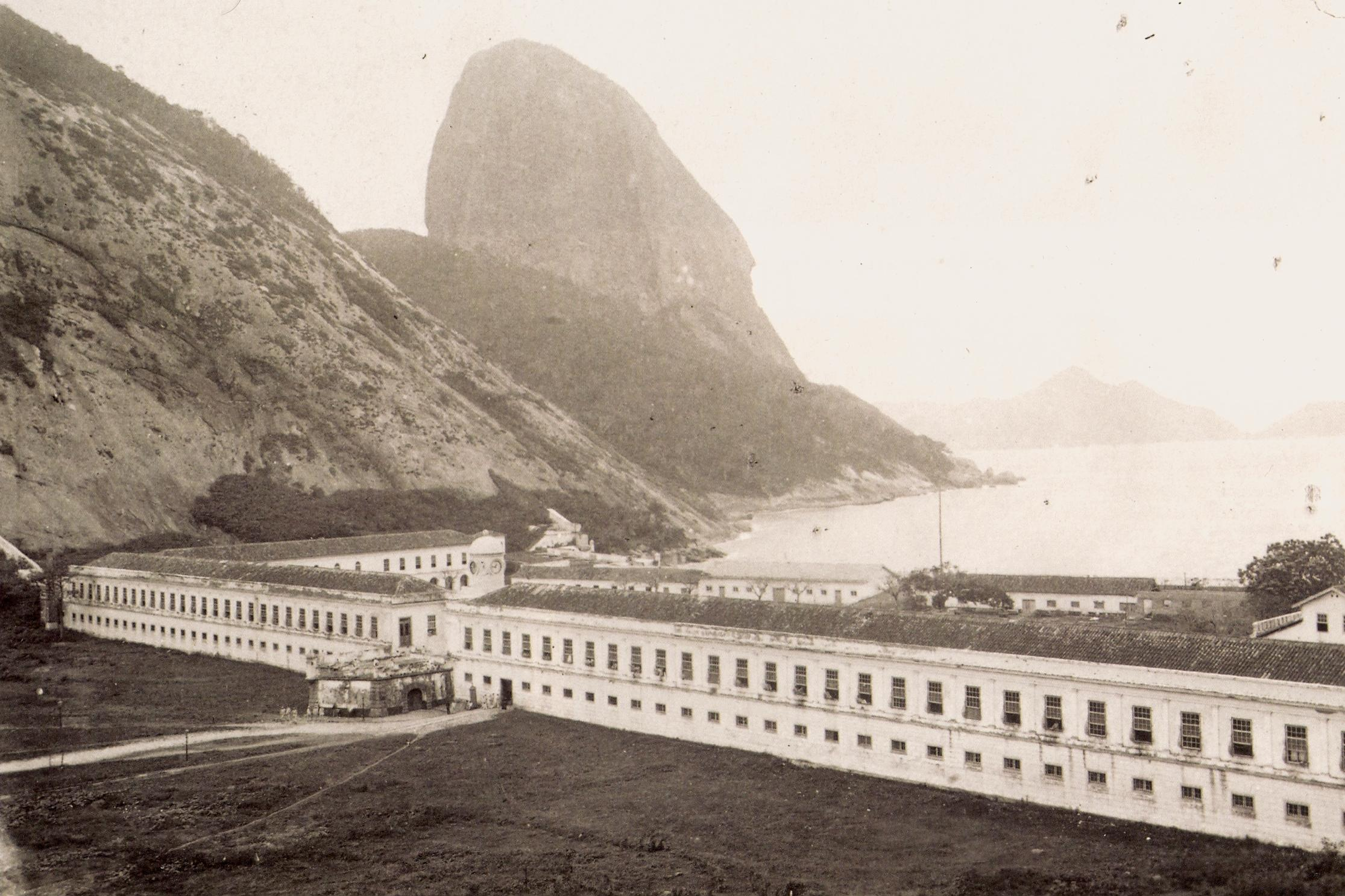
L'Escola Militar da Praia Vermelha nel 1888 con il Pan di Zucchero sullo sfondo.
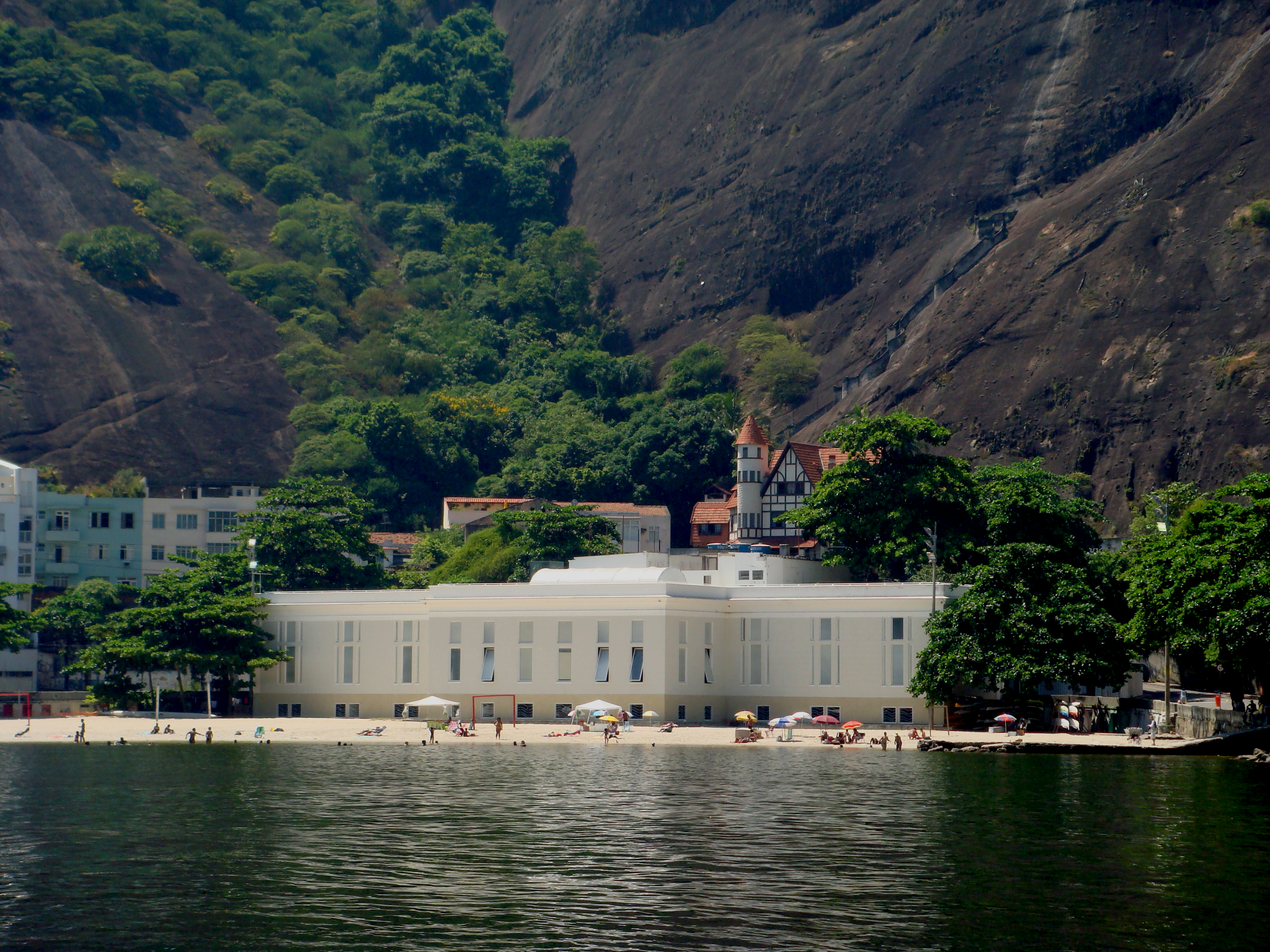
L'antico casinò di Rio de Janeiro sulla spiaggia di Urca ai piedi del Morro da Urca.
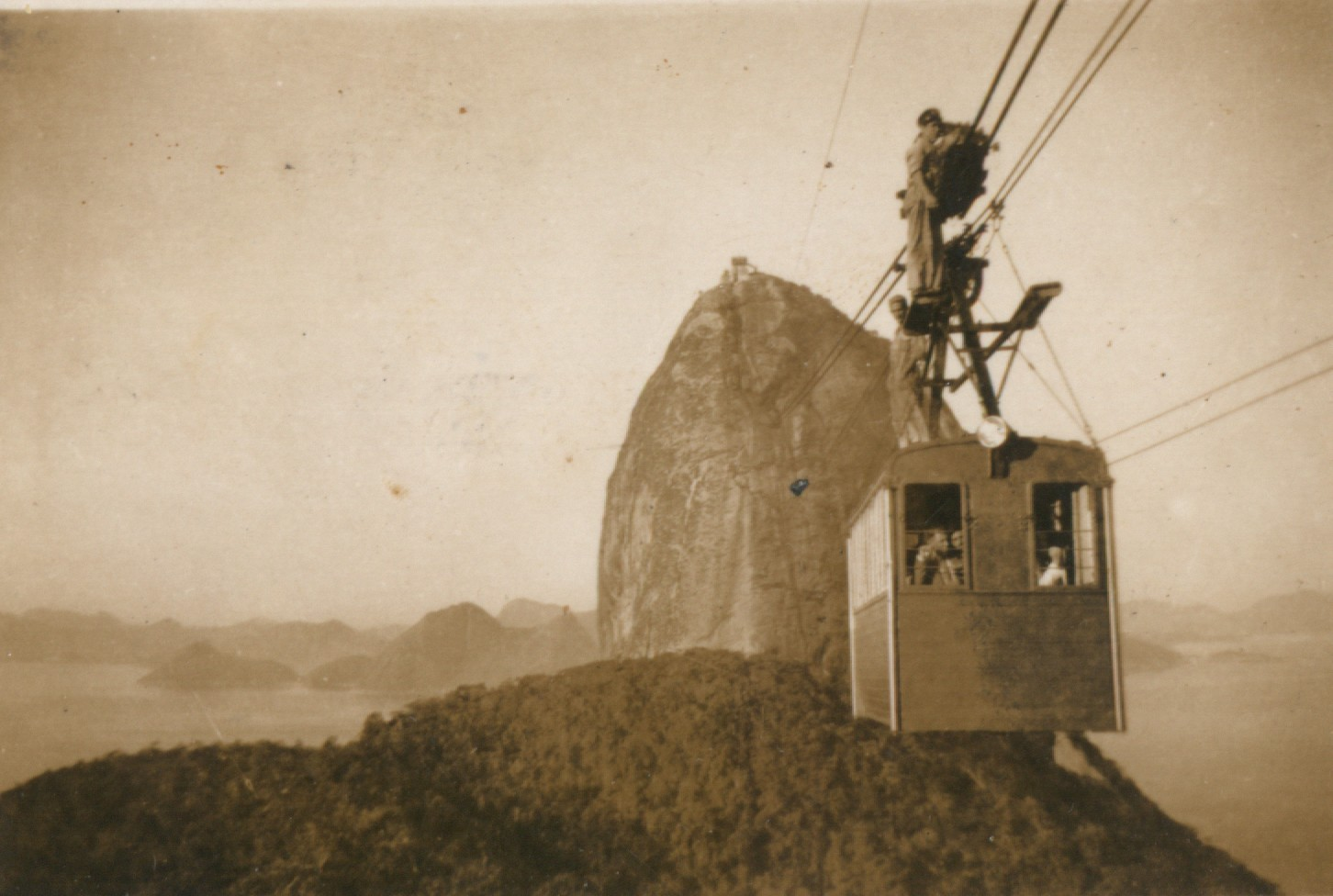
Il bondinho (la teleferica) del Pan di Zucchero nel 1940.
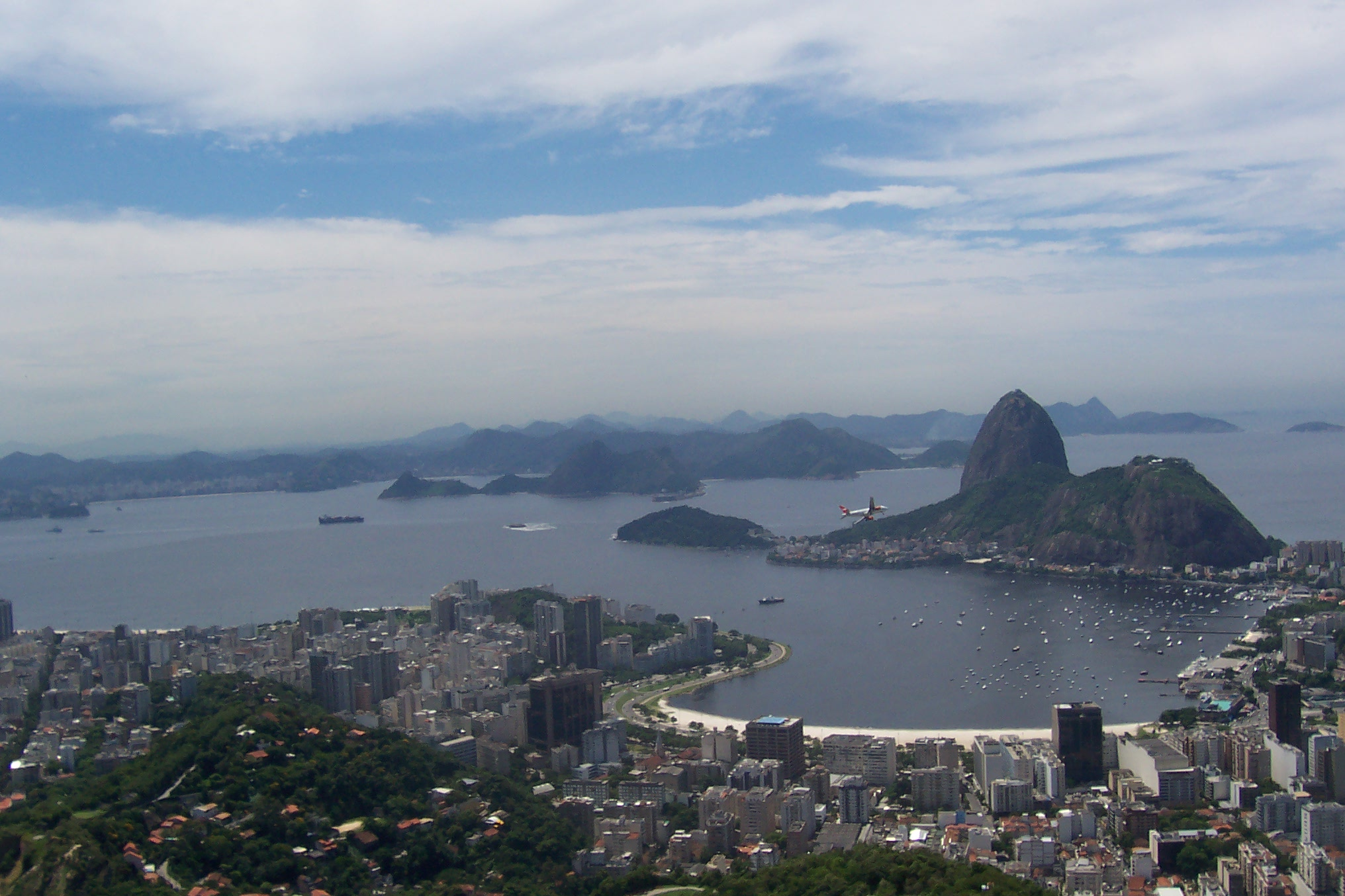
La baia di Botafogo con il profilo di Urca e il Pan di Zucchero.
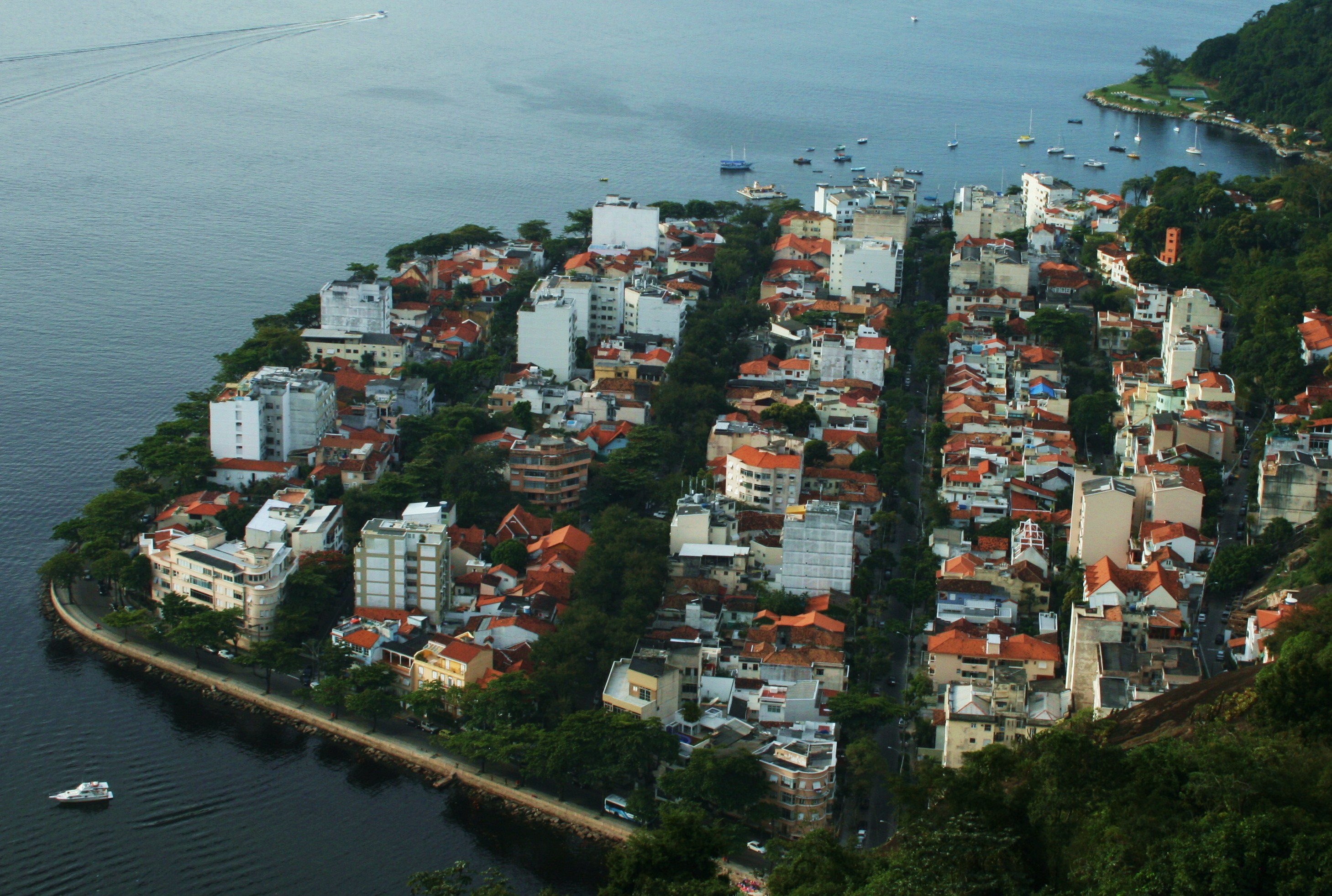
La zona residenziale di Urca.
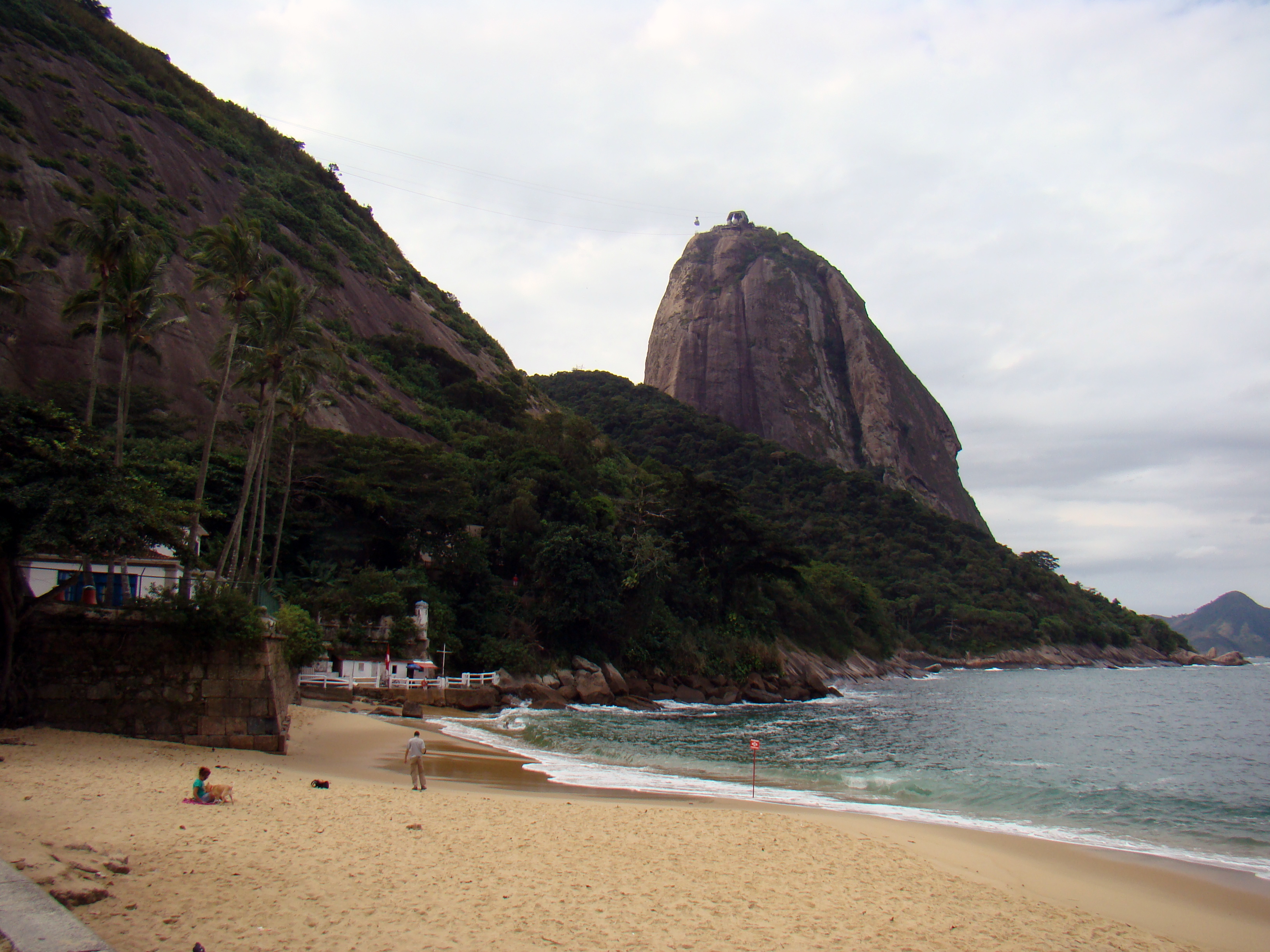
Il Pan di Zucchero visto da Praia Vermelha.